# 199 Byblis
Bibli o 199 Byblis è un asteroide della fascia principale. Scoperto nel 1879, presenta un'orbita caratterizzata da un semiasse maggiore pari a 3,1778989 UA e da un'eccentricità di 0,1718335, inclinata di 15,43257° rispetto all'eclittica.
Il suo nome deriva da Bibli, figlia dell'eroe greco Mileto, che si innamorò del fratello gemello Cauno.